# Военная академия Генерального штаба Вооружённых сил Российской Федерации

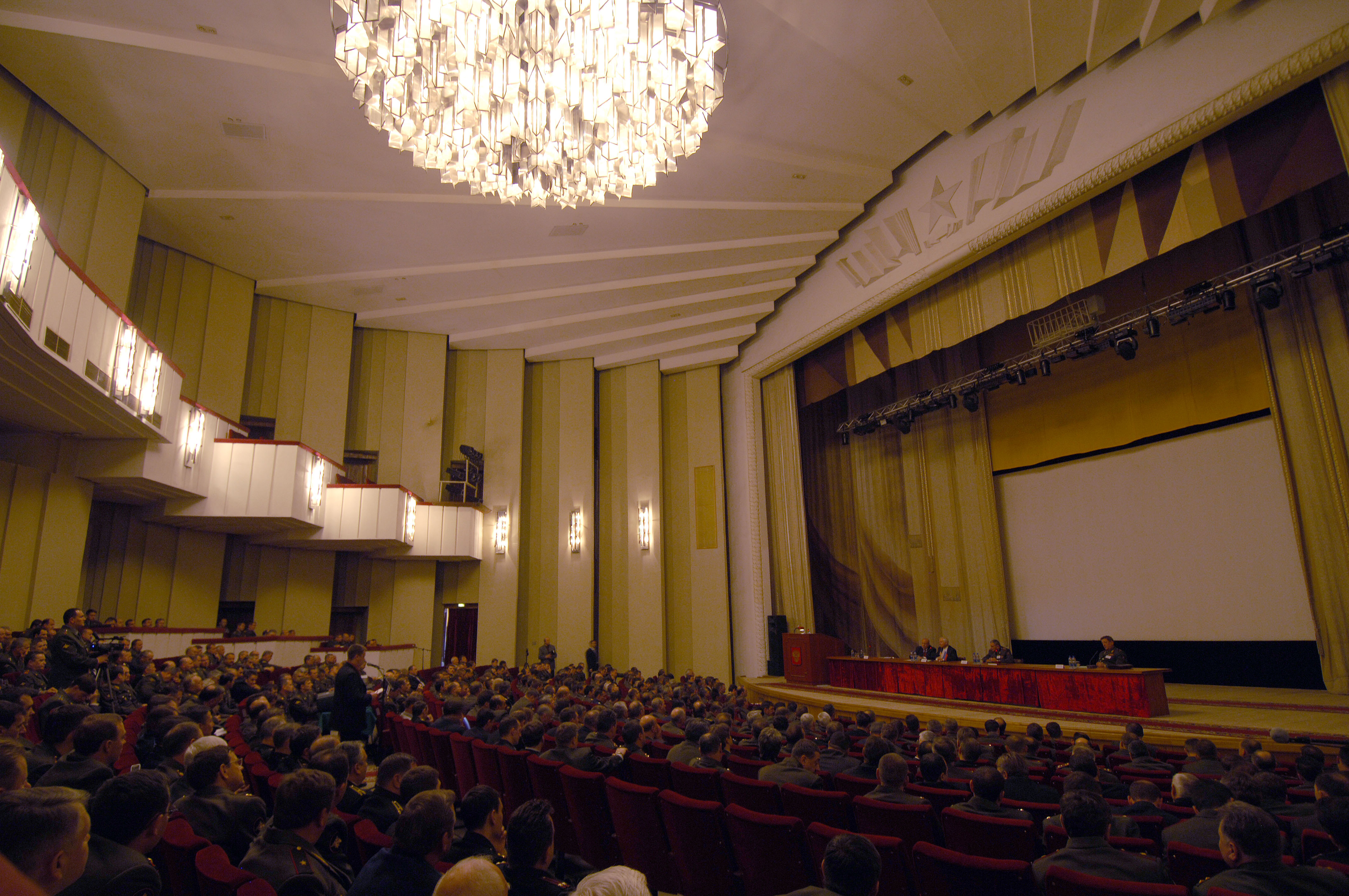
Актовый зал академии

Военная ордена Ленина, Краснознамённая, орденов Суворова и Кутузова академия Генерального штаба Вооружённых сил Российской Федерации — высшее военно-учебное заведение для обучения, подготовки и повышения квалификации высших и старших офицеров Вооружённых сил, других министерств и ведомств Российской Федерации, руководителей и должностных лиц органов государственной и исполнительной власти, предприятий и учреждений оборонно-промышленного комплекса, офицеров иностранных армий. Одновременно академия является ведущим военным образовательным учреждением Российской Федерации по проведению научных исследований проблем обеспечения военной безопасности государства, военного строительства, применения Вооружённых сил Российской Федерации, военного и государственного управления.

## История
На протяжении своего существования академия имела наименования:
- с 1832 года — Императорская военная академия;
- с 1855 года — Николаевская академия Генерального штаба;
- с 1909 года — Николаевская военная академия;
- с 1910 года — Императорская Николаевская военная академия;
- с 1917 года — Николаевская военная академия;
- с 1918 года — Академия Генерального штаба Красной Армии (РККА); (сформирована, приказ РВС от 07.10.1918)
- с 1921 года — Военная академия РККА; (переименование, приказ РВС №1675 от 05.08.1921)
- с 1936 года — Академия Генерального штаба РККА; (сформирована, приказ НКО от 11.04.1936)
- с 1941 года — Академия Генерального штаба РККА имени К. Е. Ворошилова; (Указ Президиума ВС СССР от 03.02.1941) [3]
- с 1942 года — Высшая военная академия имени К. Е. Ворошилова; (Приказ НКО от 09.04.1942) [4]
- с 1958 года — Военная академия Генерального штаба Вооружённых Сил СССР; (30.06.1958)
- с 1960 года — Оперативный факультет Военной академии имени М. В. Фрунзе; (Постановление СМ СССР № 317 от 17.03.1960)
- с 1961 года — Военная академия Генерального штаба Вооружённых Сил СССР; (Постановление СМ СССР № 358 от 24.04.1961)
- с 1969 года — Военная ордена Ленина Краснознамённая ордена Суворова академия Генерального штаба Вооружённых сил СССР имени К. Е. Ворошилова;
- с 1992 года — Военная академия Генерального штаба Вооружённых сил Российской Федерации;
- с 11.01.1994 — Государственное образовательное учреждение высшего профессионального образования Военная академия Генерального штаба Вооружённых сил Российской Федерации;
- ныне[когда?] — Федеральное государственное казённое военное образовательное учреждение высшего образования «Военная академия Генерального штаба Вооружённых сил Российской Федерации».

### В годы Гражданской войны в России

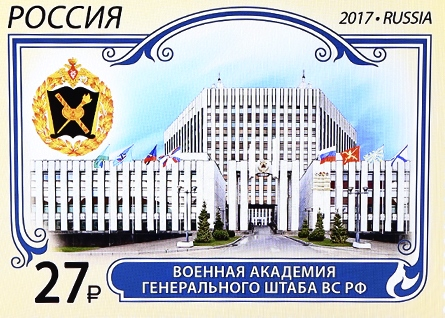
Памятная марка посвященная 185-летию Военной академии Генштаба Вооруженных сил РФ (тираж 300 тысяч экземпляров)

После того, как основная масса преподавателей и слушателей Николаевской военной академии перешли на сторону белого движения при занятии белыми войсками Казани в августе 1918 года, для Красной армии возникла настоятельная необходимость в высшем военном учебном заведении для подготовки командиров высшего звена. 7 октября 1918 года Реввоенсовет издал приказ о формировании Академии Генерального штаба, которая была открыта 8 декабря 1918 года в Москве. Начальником академии стал выпускник Николаевской академии, генерал-лейтенант Антон Карлович Климович. За время Гражданской войны академию и её курсы окончили многие видные военачальники Красной армии. После окончания гражданской войны и в связи с новыми задачами в области подготовки военных кадров в 1921 году Академия Генерального штаба РККА была реорганизована. Академия была переименована в Военную академию РККА, а функции и задачи Академии Генерального штаба были возложены на Высшие военно-академические курсы при Военной академии РККА.
Вопрос правопреемства Николаевской военной академии и Военной академии Генерального штаба Вооружённых Сил СССР (РФ) остаётся дискуссионным. В советской исторической науке датой начала истории академии считалась 7 октября 1918 года — дата подписания приказа РВС Республики о формировании академии. Однако в 1997 году приказом министра обороны Российской Федерации № 297 «в интересах восстановления исторической связи поколений защитников Российского Отечества, сохранения и развития традиций подготовки офицеров оперативно-стратегического звена» 8 декабря установлен днём годового праздника Академии, то есть дата её образования в 1832 году, после чего в публикациях об академии с этого года стала исчисляться история академии.
Между тем ряд отечественных историков полагают подобное решение о правопреемстве искусственным и противоречащим логике истории. Так, Андрей Ганин подчёркивает, что как правопреемницу Николаевской военной академии можно рассматривать исключительно так называемую «Сибирскую» военную академию, перешедшую на сторону Белого движения в июле 1918 года и сохранившую при этом военно-преподавательский, административно-хозяйственный и учебный личный состав, учебные программы, библиотеки, архив и порядок деятельности, в то время как «Красная» Академия Генерального штаба создавалась «с нуля». С ним солидарен и А. Г. Кавтарадзе, подчёркивавший, что в обстоятельствах, когда в период гражданской войны существовало одновременно два академии в двух воюющих друг против друга сторонах и эти академии готовили специалистов Генерального штаба для борьбы друг против друга говорить о правопреемстве нельзя, что в Советской России созданная в Москве осенью 1918 года академия никогда не рассматривалась правопреемником дореволюционной академии, но и оценивалась как её антагонист.

### Межвоенный период
В середине 30-х годов XX-го века возникла острая необходимость подготовки военных руководителей для службы в оперативно-стратегических, оперативных органах управления Красной Армии. Для реализации этой задачи 1 ноября 1936 года на базе оперативного факультета Военной академии РККА имени М. В. Фрунзе была создана Академия Генерального штаба РККА. В этот период военная наука получила своё дальнейшее развитие по вопросам стратегии и оперативного искусства. Для обучения и проведения научных исследований в академию были направлены лучшие военные педагоги из других военных академий: М. И. Алафузо, М. А. Баторский, А. И. Готовцев, Г. С. Иссерсон, Д. М. Карбышев, В. А. Меликов, В. К. Мордвинов, А. А. Свечин, Е. А. Шиловский Я. Я. Алкснис, Р. С. Цифер, П. И. Вакулич многие другие.
Большое внимание уделялось и подбору обучающихся. В академию были направлены учиться лучшие из лучших. Не случайно первый набор учащихся получил позднее название «маршальский курс»: из его числа трое стали Маршалами Советского Союза (Василевский А. М., Баграмян И. Х., Захаров М. В.), пятеро — генералами армии (Ватутин Н. Ф., Антонов А. И., Казаков М. И., Курасов В. В., Курочкин П. А.), генерал-полковниками стали Сандалов Л. М., Боголюбов А. Н., Трофименко С. Г., почти все остальные выпускники стали генералами..
За короткий период до начала Великой Отечественной войны академия с 1936 по 1941 годы академия произвела пять выпусков слушателей общей численностью 436 человек несколько выпусков на курсах усовершенствования при академии численностью в 115 командиров сухопутных войск и 79 военачальников Военно-воздушных сил.

### Великая Отечественная война
Начало войны тяжело сказалось на академии. 16 июля 1941 года был произведён досрочный выпуск второго курса (90 человек), а 22 июля — досрочный выпуск окончивших первый курс (ок. 100 человек). Все они срочно были направлены в действующую армию, куда же вслед за ними направили и свыше 60 % профессорско-преподавательского состава. 
Согласно директиве наркома обороны СССР от 25 августа 1941 года академия перешла на обучение по ускоренным курсам — с сентября 1941 года по шестимесячной программе, в июне 1943 года переведена на подготовку по девятимесячной программе. Первый ускоренный курс приступил к занятиям 23 сентября 1941 года (114 человек), однако в связи с ухудшением обстановки на фронте весь курс был досрочно выпущен в конце ноября 1941 года. Во время войны основной курс академии выпустил 1178 человек, а на курсах усовершенствования высшего командного состава было подготовлено 176 человек. Обобщая опыт войны, в 1941—1945 годах академия издала свыше 2000 научных трудов и учебных пособий. В ноябре 1941 — ноябре 1942 годах академия работала в эвакуации в Уфе, затем была возвращена в Москву.
С  декабря 1944 года академия стала готовить руководящие кадры для военных формирований Югославии, Албании, Болгарии и Чехословакии. 

### Послевоенное время

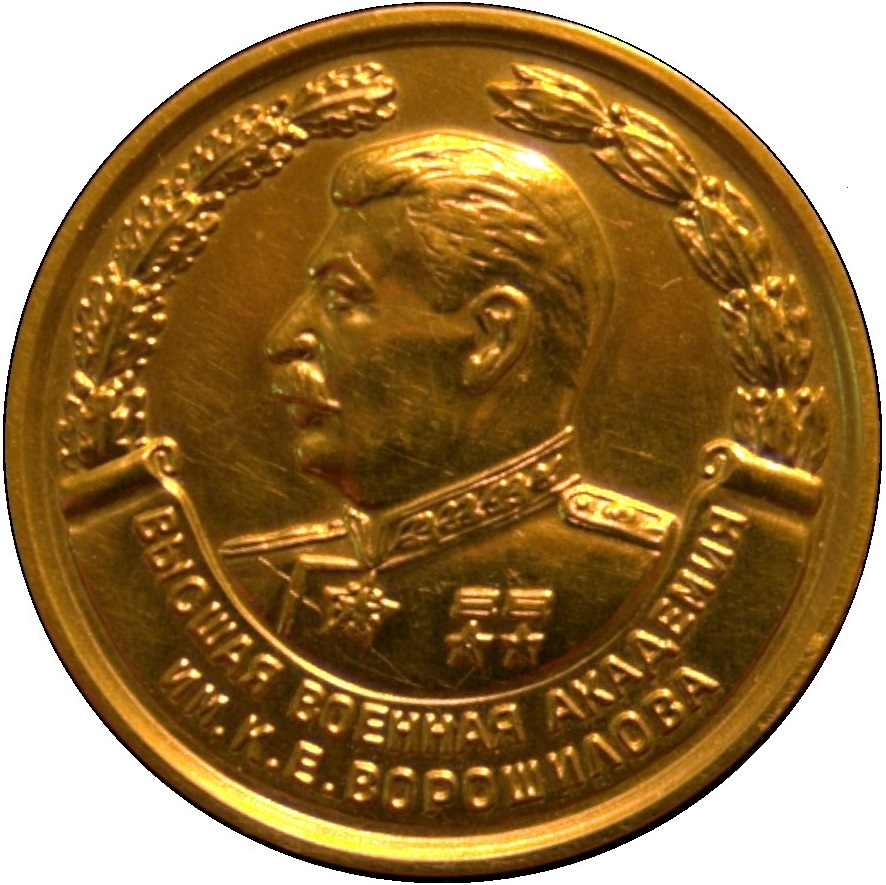
Золотая медаль выпускника Академии, 1950 год

С февраля 1946 года академия вернулась к двухлетнему сроку обучения. Основные усилия были направлены на совершенствование системы подготовки руководителей высших звеньев управления Вооружёнными Силами, обобщение опыта Великой Отечественной войны, дальнейшее развитие теоретических основ стратегии и оперативного искусства. С появлением ядерного оружия академия в числе первых взялась за разработку основ его применения и поиск путей и способов защиты войск от его поражающих факторов. Дальнейшее развитие получает теория огневого поражения противника, теория управления Вооружёнными Силами.

### В составе Вооружённых сил Российской Федерации
Военная академия Генерального штаба Вооружённых сил Российской Федерации является главным высшим военно-учебным заведением страны и ведущим центром научных исследований в области обороны и обеспечении безопасности государства. В настоящее время основной задачей Академии является подготовка офицерских кадров Вооружённых сил высшей военной квалификации оперативно-стратегического уровня и специалистов в области обороны и безопасности Российской Федерации из числа офицеров Вооружённых Сил, других войск (сил) министерств и ведомств, а также гражданских лиц, занимающих руководящие должности в органах государственного управления.
В 2016 году Академия перешла на самостоятельно устанавливаемые образовательные стандарты.
В академии на специальном факультете организована подготовка иностранных военнослужащих. Началом его создания является организация в 1939 году в академии Особой группы из девяти военнослужащих испанской республиканской армии. В конце Великой Отечественной войны, с декабря 1944 года, в академии развернуто обучение представителей вооружённых сил Югославии, Албании, Болгарии и Чехословакии. В последующем, с 1946 года и по настоящее время в академии обучилось около 3000 военнослужащих более чем 30 стран (все страны — участники Варшавского договора, Монголия, Вьетнам, КНДР, до начала 1960-х годов и с середины 1990-х — Китай, Югославия, до начала 1960-х годов — Албания, Афганистан, Алжир, Сирия, Ливия, Эфиопия, Ангола, Гвинея, Гвинея-Бисау, Мозамбик, Йемен, Египет, Куба, Лаос, другие). В 1990-х годах количество слушателей из других стран существенно сократилось. Но с 2002 года их число ежегодно растёт. Так, в 2007 году обучалось более 80 слушателей из 17 государств, в их числе подавляющее большинство государств — участников Содружества Независимых Государств, Республика Корея, Швеция, Сербия, Финляндия. В 1990-2010-х годах ежегодно в порядке обмена производилось обучение офицеров из государств НАТО.
Современное здание академии расположено в Москве в специально построенном для её комплексе зданий на проспекте Вернадского, дом № 100 (с 1988 года).
Учебно-материальная база академии оснащена современными средствами управления и электронно-вычислительной техники, включает объекты Центра военных игр, 5 лекционных залов, 50 различных учебных и методических кабинетов, 46 аудиторий для слушателей, 5 лингафонных кабинетов, 4 библиотеки. В академии создана академическая вычислительная сеть, локальные сети факультетов и кафедр, широко используются современные технические средства обучения. Обязательной является физическая подготовка, для которой академия имеет спортивный комплекс, плавательный бассейн, тренажёрные и игровые залы, летние спортивные площадки, лыжную базу, стрелковый тир, картографическую часть.
Большой вклад в подготовку российских слушателей и слушателей специального факультета вносит академическая библиотека. Её основу заложил ещё Николай I, подаривший академии около 500 книг, купленных им у генерала Г. Жомини. В настоящее время библиотечные фонды включают более 320 тысяч книг и печатных изданий, из которых свыше 12,5 тысяч являются раритетными. В библиографической работе широко используются электронно-вычислительная техника и Интернет.

## Структура
В составе Академии три факультета:
- национальной безопасности и обороны государства;
- переподготовки и повышения квалификации;
- специальный факультет.

12 кафедр:

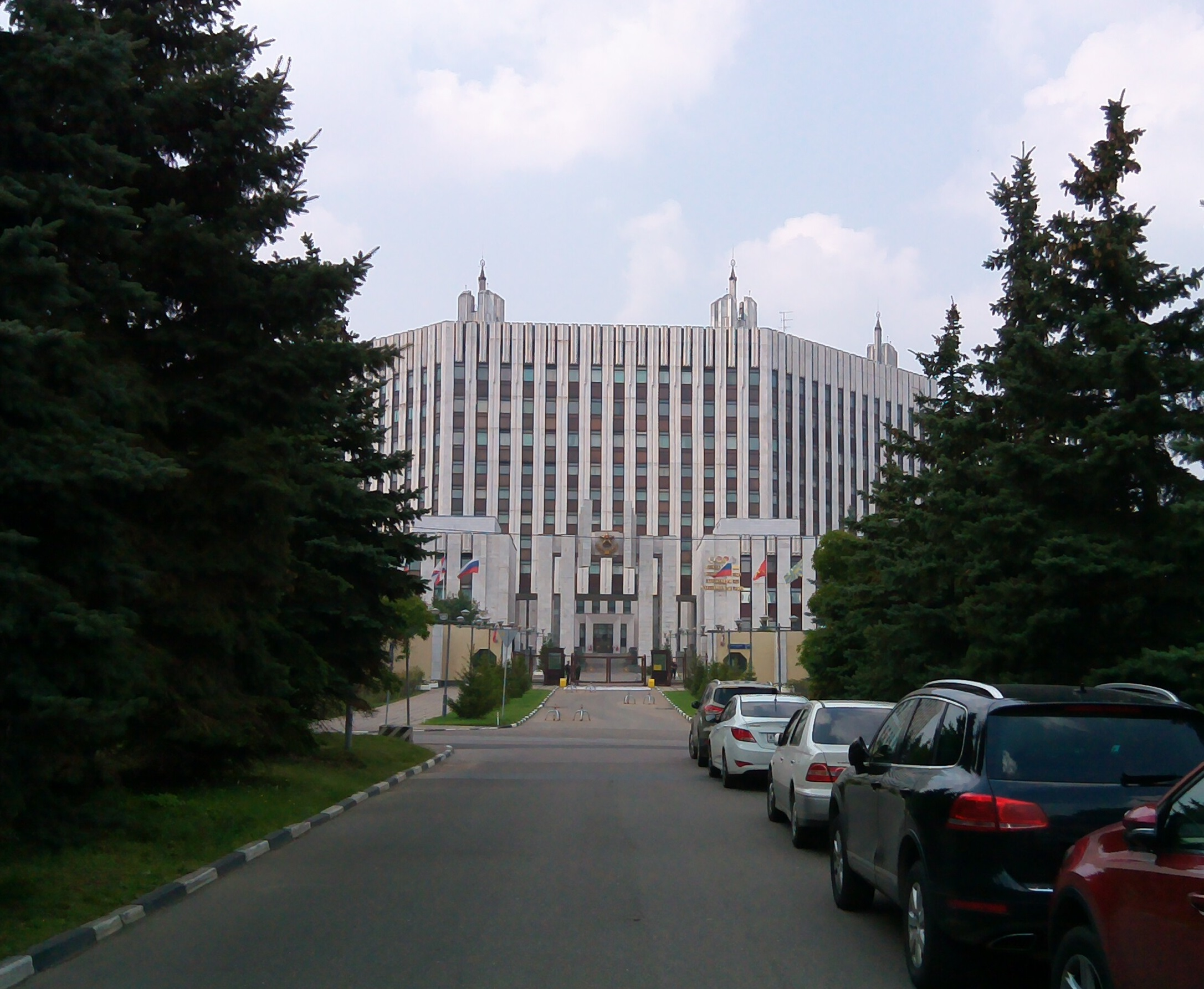
Здание Академии в Москве на проспекте Вернадского, 100

- государственного управления и национальной безопасности;
- военной стратегии;
- оперативного искусства;
- военного управления;
- разведки[17];
- строительства и применения ВКС;
- строительства и применения ВМФ;
- материально-технического обеспечения;
- информационной безопасности;
- истории войн и военного искусства;
- физической подготовки;
- иностранных и русского языков.

Основными научными подразделениями академии являются:
- Научно-исследовательский институт (военной истории).
- Военный институт (управления национальной обороной);
- Центр военно-стратегических исследований;
- Научно-практический центр (профессиональной ориентации и отбора на военную службу);
- Научно-исследовательский центр (координация научной работы, подготовки научно-педагогических кадров в академии, проведение научных исследований);
- Научно-исследовательская лаборатория (исследования образовательного процесса).

В 2016 году в составе Военной академии создан Военный институт (управления национальной обороной), который проводит научные исследования и осуществляет подготовку высококвалифицированных специалистов для Национального центра управления обороной Российской Федерации.

## Награды

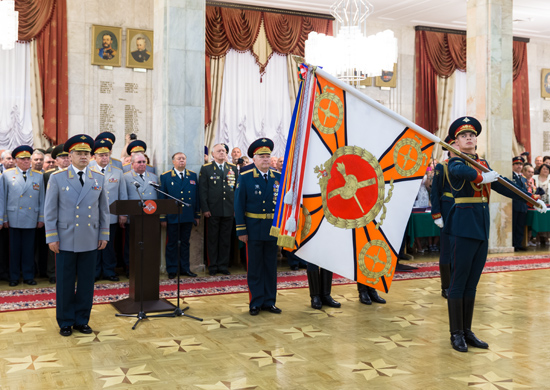
Боевое знамя Академии во время церемонии вручения ордена Кутузова,
19 июня 2015 года

- Орден Кутузова (23 мая 2015) — за заслуги в обеспечении безопасности государства, укреплении его обороноспособности и подготовке высококвалифицированных военных кадров[19]
- Орден Ленина (22.02.1968)[20]
- Орден Красного Знамени (1986)
- Орден Суворова I степени (5.05.1945)

ордена иностранных государств
- Орден Красного Знамени (ЧССР, 5.11.1967)
- Орден Шарнхорста (ГДР, 10.11.1969)
- Орден «Знамя Труда» I класса (ПНР, 6.10.1973)
- Орден Народной Республики Болгария I степени (НРБ, 14.09.1974)
- Орден Красного Знамени (ВНР, 4.04.1975)
- Орден Сухэ-Батора (МНР, 30.11.1976)
- Орден Антонио Масео (Куба, 11.12.1982)
- Орден Хо Ши Мина (Вьетнам, 15.01.1986)
- четыре медали иностранных государств

## Действующее руководство
- Начальник академии генерал-полковник Зарудницкий Владимир Борисович (с 22 ноября 2017 г.)
- Первый заместитель начальника генерал-полковник Макаревич Олег Леонтьевич (с февраля 2019 г.)
- Заместитель начальника по научной работе генерал-лейтенант Сержантов Александр Владимирович (с мая 2019 г.)
- Заместитель начальника по учебной работе генерал-майор Коржевский Аркадий Станиславович (с 2022 г.)
- Заместитель начальника по военно-политической работе – начальник военно-политического отдела генерал-лейтенант Касторнов Константин Георгиевич (с мая 2021 г.)
- Начальник военного института (управления национальной обороной) - заместитель начальника полковник Магужа Сергей Николаевич (с 2022 г.)

## Начальники академии с 1918 года
- Климович, Антон Карлович, 07.10.1918—10.07.1919
- Снесарев, Андрей Евгеньевич, 24.08.1919—25.07.1921
- Кучинский, Дмитрий Александрович, комдив 23.04.1936—20.09.1937
- Шлёмин, Иван Тимофеевич, комбриг, с 02.04.1940 комдив, с 04.06.1940 генерал-майор 02.10.1937—??.07.1940
- Кузнецов, Фёдор Исидорович, генерал-лейтенант 11.07.1940—15.08.1940
- Мордвинов, Василий Константинович, генерал-лейтенант 17.08.1940—03.08.1941 ВрИД
- Шиловский, Евгений Александрович, генерал-лейтенант 03.08.1941—06.03.1942 ВрИД[21]
- Маландин, Герман Капитонович, генерал-лейтенант 06.03.1942—30.04.1942 ВрИД [21]
- Кузнецов, Фёдор Исидорович, генерал-полковник 30.04.1942—25.06.1943
- Шапошников, Борис Михайлович, Маршал Советского Союза 25.06.1943—26.03.1945
- Мордвинов, Василий Константинович, генерал-лейтенант ??.03.1945—08.09.1945 ВрИД
- Захаров, Матвей Васильевич, генерал армии 08.09.1945—??.01.1949
- Курасов, Владимир Васильевич, генерал армии 20.04.1949—08.06.1956
- Баграмян, Иван Христофорович, Маршал Советского Союза 08.06.1956—02.06.1958
- Маландин, Герман Капитонович, генерал армии 28.06.1958—27.10.1961
- Курасов, Владимир Васильевич, генерал армии 15.12.1961—??.03.1963
- Захаров, Матвей Васильевич, Маршал Советского Союза 05.03.1963—??.11.1964
- Радзиевский, Алексей Иванович, генерал-полковник ??.11.1964—??.03.1965 ВрИД
- Иванов, Владимир Дмитриевич, генерал армии 18.03.1965—??.04.1968
- Иванов, Семён Павлович, генерал армии 24.05.1968—??.02.1973
- Шавров, Иван Егорович, генерал-полковник, с 03.11.1973 генерал армии 05.02.1973—??.08.1979

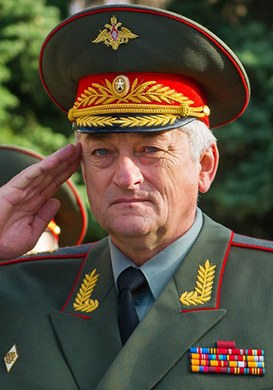
Начальник академии
с 2017 года генерал-полковник В. Б. Зарудницкий

- Козлов, Михаил Михайлович, генерал армии 01.02.1979—??.09.1986
- Салманов, Григорий Иванович, генерал армии 02.09.1986—30.07.1989
- Родионов, Игорь Николаевич, генерал-полковник 31.07.1989—17.07.1996
- Третьяков, Валерий Степанович, генерал-полковник 17.07.1996—08.08.1999
- Чечеватов, Виктор Степанович, генерал-полковник ??.08.1999—??.04.2005
- Ефремов, Иван Иванович, генерал армии 06.06.2005—??.09.2007
- Белоусов, Александр Васильевич, генерал армии 25.09.2007—??.11.2009
- Яковлев, Владимир Николаевич, генерал армии ??.12.2009—??.05.2012
- Третьяк, Андрей Витальевич, генерал-лейтенант запаса 11.05.2012—04.02.2013
- Макаров, Сергей Афанасьевич, генерал-полковник 04.02.2013—??.09.2016
- Кураленко, Сергей Васильевич, генерал-лейтенант 16.09.2016—??.11.2017
- Зарудницкий, Владимир Борисович, генерал-полковник 22.11.2017 — н. в.

## В литературе
• В исторических романах Валентина Пикуля часто появляется академия, как высшее учебное заведение. Так например, главный герой романа "Честь имею" по фамилии Аладин закончил академию, после чего работал в контрразведке Российской Империи, и вскоре был завербован большевиками. В романе "Каторга" так же упоминается про академию, куда хотел поступить штабс-капитан Быков, чтобы переехать с Сахалинской Губернии.

## Известные преподаватели
- См. Категория:Преподаватели Военной академии Генерального штаба Вооружённых сил Российской Федерации

## Известные выпускники
- См. Категория:Выпускники Военной академии Генерального штаба